# Publio Servilio Prisco
Publio Servilio Prisco (... – 463 a.C.) è stato un politico romano.

## Console
Figlio del console Spurio Servilio Prisco, fu eletto console nell'anno 463 a.C., con Lucio Ebuzio Helva; come il collega, morì nello stesso anno, colpito dall'epidemia di peste che aveva colpito Roma.
Solo perché i Volsci e gli Equi, erano più interessati ai saccheggi che alla conquista, Roma, duramente colpita dalla peste che ne aveva decimato la popolazione, evitò il saccheggio.
(Tito Livio, Ab Urbe Condita, III. 7)
(Tito Livio, Ab Urbe Condita, III. 7)
Secondo Dionigi invece gli Equi arrivarono fin sotto le mura di Roma, ma ed essendo Roma ben protetta dalla natura dei luoghi e dalle opere murarie, e non essendo gli Equi esperti nell'arte dell'assedio, si ritirarono, preferendo saccheggiare le campagne.